# Porella swailsii
Porella swailsii là một loài rêu trong họ Porellaceae. Loài này được Grolle mô tả khoa học đầu tiên năm 1979.